# Sunipia thailandica
Sunipia thailandica là một loài thực vật có hoa trong họ Lan. Loài này được (Seidenf. & Smitinand) P.F.Hunt miêu tả khoa học đầu tiên năm 1971.